# Йезд (остан)
Йезд (перс. یزد‎ — Езд) — провинция Ирана. Находится в центральной части страны. Площадь — 129 285 км², население — 990 818 человек (2006). Административный центр — город Йезд, другие крупные города — Эрдекан (80 тыс.), Мейбод (60 тыс.), Тебес (32 тыс.), Бафк (31 тыс.), Мехриз (27 тыс.), Эберку (22 тыс.), Тафт (16 тыс.), Сахедийе (15 тыс.), Зарч (10 тыс.).

## Население
В провинции преобладают персы, большинство из которых шииты. 
Имеется небольшая зороастрийская община.

## Административное деление
1. Абаркух
2. Ардакан
3. Бафк
4. Йезд
5. Мейбод
6. Мехриз
7. Садук
8. Табаз
9. Тафт
10. Хатем

## Экономика
Основные отрасли экономики — текстильная, пищевая, металлургическая, автомобильная, электротехническая, нефтехимическая, керамическая, обувная, ювелирная промышленность, производство стройматериалов, металлообработка, энергетика, добыча железных, свинцово-цинковых руд, фосфатов, магния и мрамора, сельское хозяйство (хлопок, гранаты, виноград, фисташки, грецкие орехи, марена), торговля, транспорт.
В городе Йезд расположены Свободная экономическая зона «Йезд Текстиль Индастриз», научно-технологический парк провинции Йезд и исследовательский центр «Носа»; также здесь базируются автосборочная компания «Ходро Кавир», шинная компания «Йезд Тайр».
В 2005 году новая железнодорожная магистраль протяженностью 800 км, проходящая через районы добычи угля в Тебесе, соединила города Бафк и Мешхед.

## Достопримечательности
В городе Йезд расположены Пятничная (Соборная) мечеть с самыми высокими в стране минаретами, мечети Амир-Чакмак и Мулла Исмаль, мавзолеи Доваздех-Имама, Ибн-Али и Ахмада Фахадана, медресе Шамсия, «башня ветра» Довлат-Абад, зороастрийский храм, базары Хан и Заргари, священная площадь Текйе Амир Чахмаг, старинная крепость и руины древнего города Исатиса, на окраине города возвышается холм с зороастрийским святилищем.
В городе Эрдекан расположены Пятничная мечеть и базар Текйе, на окраинах — храмы и гробницы зороастрийских святых. В городе Мейбод интересен исторический центр с традиционной архитектурой, включая старинную крепость и «голубиные башни». В городе Тебес (Табас) расположен сад Баге-Гольшан. Возле города Сагенд расположен старинный караван-сарай. Возле города Хатам расположена крепость Марваст. Возле города Мехриз расположена крепость Надошан. В городе Эберку интересен старейший в мире кипарис Сарв-э Эберку.
В провинции находится город-призрак Херанек.

## Галерея
- Рельеф провинции Йезд
- Зороастрийский храм Йезда
- Амир-Чагмаг
- 800-летняя мечеть с самым высоким в Персии минаретом
- Средневековый замок в Мейбоде
- Голубятня в Мейбоде